# ماثيو برونفمان
ماثيو برونفمان (بالإنجليزية: Matthew Bronfman)‏ هو رائد أعمال أمريكي، ولد في 15 يونيو 1959 في نيويورك في الولايات المتحدة.